# Association fédérale allemande pour les étoiles variables
L'Association fédérale allemande pour les étoiles variables (en allemand Bundesdeutsche Arbeitsgemeinschaft für Veränderliche Sterne, BAV) a été fondée en 1992, lorsque les observateurs d'étoiles variables d'Allemagne ont unifié leurs anciennes organisations est-allemande et ouest-allemande.